# Alcocks-Fichte
Die Alcocks-Fichte (Picea alcoquiana) ist eine Pflanzenart in der Gattung Fichten (Picea) innerhalb der Familie der Kieferngewächse (Pinaceae).

## Beschreibung
Die Alcocks-Fichte ist ein immergrüner Baum, der Wuchshöhen von bis etwa 35 Meter erreicht. Die Nadeln sind 1 bis 2 cm lang, dicht stehend und ziemlich steif.
Picea alcoquiana ist einhäusig getrenntgeschlechtig (monözisch). Die männlichen Zapfen sind 10 bis 15 mm lang und enthalten viele Staubblätter; sie sind anfangs rot und werden später gelb. Die eiförmig-zylindrischen weiblichen Zapfen sind während der Blütezeit purpurfarben. Die reifen Zapfen sind rötlich- bis hellbraun, weisen eine Länge von meist 7 bis 9 (5 bis 12) cm und einen Durchmesser von meist 3 (2,5 bis 5,5) cm auf, wenn sie sich geöffnet haben. Die Samen sind einschließlich ihrer braunen Flügel 7 bis 10 mm lang, 4 bis 5 mm breit.
Die Chromosomenzahl beträgt 2n = 24.

## Vorkommen
Die Alcocks-Fichte ist in Japan auf der Insel Honshū heimisch. Da sie nur ein kleines Areal besiedelt ist sie ohne wirtschaftliche Bedeutung. In Mitteleuropa wird der Baum selten gepflanzt.

## Systematik und Taxonomie
Picea alcoquiana wurde 1867 als Abies alcoquiana H.J.Veitch ex Lindl. in Gardeners' Chronicle 1861/2 S. 23 erstbeschrieben. Ein Synonym ist Pinus alcoquiana (H.J.Veitch ex Lindl.) Parl. Das Epitheton ehrt Rutherford Alcocks, einen britischen Arzt und Diplomaten in Japan.
Es werden drei Varietäten unterschieden:
- Picea alcoquiana (Veitch ex Lindl.) Carrière var. alcoquiana (Syn.: Abies alcoquiana Veitch ex Lindl., Pinus alcoquiana (Veitch ex Lindl.) Parl., Picea japonica Regel, Abies bicolor Maxim., Pinus bicolor (Maxim.) Parl., Picea bicolor (Maxim.) Mayr): Sie kommt im zentralen Honshu vor.[2]
- Picea alcoquiana var. acicularis (Maxim. ex Beissn.) Fitschen (Syn.: Picea acicularis Maxim. ex Beissn., Picea bicolor var. acicularis (Maxim. ex Beissn.) Shirasawa, Picea shirasawae Hayashi): Sie kommt nur im Bergmassiv Yatsugatake vor.[2]
- Picea alcoquiana var. reflexa (Shirasawa) Fitschen (Syn.: Picea bicolor var. reflexa Shirasawa): Sie kommt nur im zentralen Japan vor.[2]